# Grischa Prömel
Grischa Prömel (* 9. Januar 1995 in Stuttgart) ist ein deutscher Fußballspieler. Der Mittelfeldspieler steht seit Juli 2022 bei der TSG 1899 Hoffenheim unter Vertrag, bei der er schon in seiner Juniorenzeit gespielt hatte.

## Karriere

### Vereine
Jugend und Wechsel zur TSG 1899 Hoffenheim
Prömel begann seine Laufbahn beim TSV RSK Esslingen. Er besuchte das Schelztor-Gymnasium in Esslingen. Nach seinem Wechsel in die Jugend der Stuttgarter Kickers durchlief er deren Jugendmannschaften bis zur U-19. 2013 verließ er Stuttgart, um sich der Jugend der TSG 1899 Hoffenheim anzuschließen. Mit der U19-Jugendmannschaft der TSG gewann Prömel in der Spielzeit 2013/14 die deutsche A-Junioren-Meisterschaft. Zur Saison 2014/15 sollte Prömel an die erste Mannschaft herangeführt werden und nahm am Trainingslager teil. Zu einem Profieinsatz sollte es jedoch nicht kommen. Er gehörte lediglich am 30. Spieltag dem Kader an.
Leihe zum Karlsruher SC
Am 11. August 2015 wechselte er in die zweite Bundesliga zum Karlsruher SC, wobei sich die TSG Hoffenheim eine Rückkaufoption sicherte. Seinen ersten Einsatz bestritt er dort am 3. Spieltag der Saison 2015/16 beim 2:1-Auswärtssieg gegen den FSV Frankfurt auf der für ihn ungewohnten Position des Rechtsverteidigers. Am 12. Spieltag dieser Saison erzielte Prömel mit einem Fernschuss beim 2:0-Heimsieg gegen den 1. FC Kaiserslautern sein erstes Tor als Profi. In der Folge kam Prömel auf seiner Stammposition im zentralen Mittelfeld zu weiteren Einsätzen.
1. FC Union Berlin

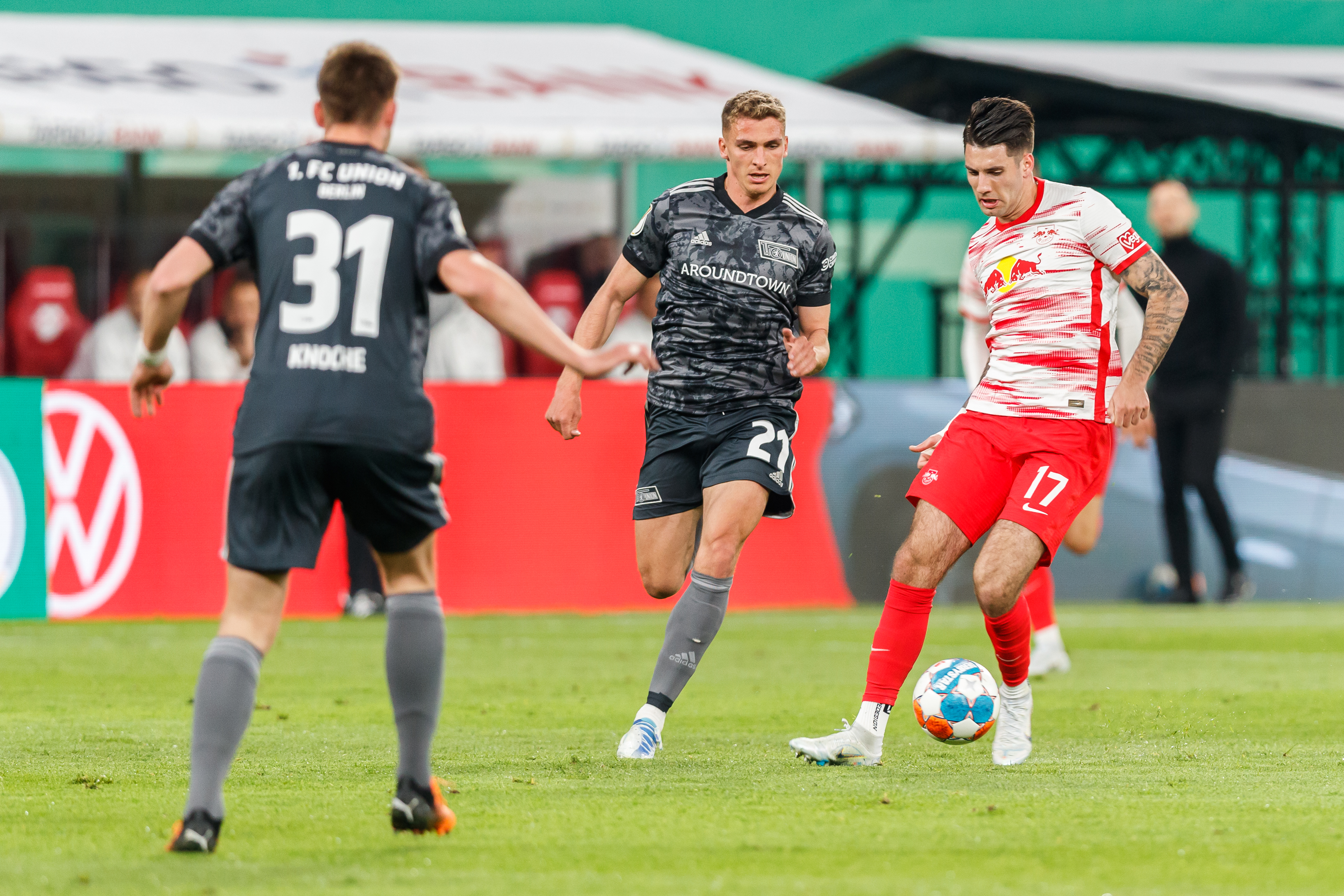
Grischa Prömel im Trikot von Union Berlin. (2022)

Nach dem Abstieg des KSC in die 3. Liga wechselte Prömel zur Saison 2017/18 zum 1. FC Union Berlin. Sein Debüt für Union gab er am 20. August 2017 (3. Spieltag) beim 2:2 im Spiel gegen den 1. FC Nürnberg, als er in der 80. Spielminute für Steven Skrzybski eingewechselt und in der Nachspielzeit wegen eines groben Foulspiels mit der roten Karte des Feldes verwiesen wurde. Nach abgesessener Sperre spielte er ab dem 8. Spieltag regelmäßig und erzielte beim 3:3 gegen den SV Darmstadt 98 am 24. November 2017 (15. Spieltag) sein erstes Tor für Union Berlin mit dem Treffer zum 1:0. In der Saison 2018/19 war Prömel Stammspieler im zentralen Mittelfeld der Berliner. Er absolvierte 29 Spiele, in denen er sieben Treffer erzielte. Damit trug er maßgeblich zum ersten Aufstieg in die Bundesliga bei. Sein Debüt in der höchsten deutschen Spielklasse gab er am 18. August 2019 (1. Spieltag) bei der 0:4-Niederlage im Heimspiel gegen RB Leipzig.
Rückkehr zur TSG 1899 Hoffenheim
Nach seinem Vertragsende bei Union Berlin kehrte Prömel zur Saison 2022/23 zur TSG 1899 Hoffenheim zurück. Er unterschrieb einen Vertrag bis zum 30. Juni 2026. Bei seinem ehemaligen Jugendverein war Prömel von Beginn an in der Startelf im Mittelfeld gesetzt. In seinem Debüt für die TSG in der 1. Runde des DFB-Pokals im Juli 2022 gegen den SV Rödinghausen erzielte auch direkt sein erstes Tor für die Hoffenheimer. Im November 2022 verletzte sich Prömel bei der 1:3-Niederlage gegen RB Leipzig am rechten Knöchel und fiel in Folge dieser Verletzung mehrere Monate aus. Durch diese lange Ausfallzeit kam der eigentliche Stammspieler in dieser Saison nur auf 18 Einsätze in der Bundesliga. Zur Saison 2023/24 wurde Prömel zusammen mit Andrej Kramarić der Stellvertreter des Mannschaftskapitäns Oliver Baumann. In dieser Spielzeit war der Mittelfeldspieler nach seiner Verletzung wieder ein gesetzter Stammspieler und schaffte mit der TSG die Qualifikation zur UEFA Europa League. Zu Beginn der Saison 2024/25 verletzte sich Prömel im Training schwer am Kreuzband und fiel bereits zum zweiten Mal in seiner Zeit bei den Hoffenheimern für mehrere Monate aus.

### Nationalmannschaft
Prömel war deutscher U20-Nationalspieler. Sein Debüt für die U20 gab er bei der 1:2-Niederlage gegen Italien am 21. April 2015, als er in der 70. Spielminute für Tobias Pachonik eingewechselt wurde. Bei der U20-WM 2015 in Neuseeland bestritt er alle Spiele für die deutsche Nationalmannschaft. Im Oktober 2015 gewann er mit der deutschen U20 den Mercedes-Benz Elite Cup.
Am 15. Juli 2016 wurde er in den Kader des DFB für die Olympischen Sommerspiele 2016 in Rio de Janeiro berufen. Hier kam Prömel beim 10:0-Sieg gegen Fidschi zum ersten Einsatz, als er in der 67. Spielminute für Max Christiansen eingewechselt wurde. Auch im Viertelfinale gegen Portugal, im Halbfinale gegen Nigeria und im Finale gegen Brasilien wurde er eingewechselt. Am 1. November 2016 wurde ihm zusammen mit der Olympia-Fußballmannschaft das Silberne Lorbeerblatt verliehen.
Am 2. September 2016 debütierte Prömel für die deutsche U21-Auswahl beim Freundschaftsspiel gegen die Slowakei und erzielte das Tor zum 1:0 in der 4. Spielminute. Insgesamt spielte er aber nur dreimal für die U21-Auswahl.
Nach dem Ausfall von Felix Nmecha wurde Prömel von Trainer Julian Nagelsmann für zwei Länderspiele im November 2023 nachnominiert und damit erstmals in den Kader der deutschen Nationalmannschaft einberufen. Prömel kam bei den Freundschaftsspielen nicht zu einem Einsatz und wurde seitdem auch nicht mehr einberufen.

## Erfolge
Nationalmannschaft
- Olympische Silbermedaille: 2016

Vereine
- Aufstieg in die Bundesliga: 2019
- Deutscher A-Junioren-Meister: 2014
- Meister A-Junioren Bundesliga Süd/Südwest: 2014

Persönliche Auszeichnungen
- Silberne Lorbeerblatt: 2016